# Dermaseptina
Dermaseptina é uma família de peptídeos isolados da pele de anfíbios da subfamília Phyllomedusinae. Os peptídeos antimicrobianos já foram isolados das espécies: Phyllomedusa bicolor, Phyllomedusa sauvagii, Phyllomedusa distincta, Phyllomedusa tarsius, Phyllomedusa hypochondrialis, Phyllomedusa oreades, Phyllomedusa trinitatis, Pachymedusa dacnicolor, Agalychnis annae, Agalychnis callidryas, Agalychnis litodryas e Hylomantis lemur.
As sequências das dermaseptinas variam muito, mas devido a presença de resíduos de lisina todas são catiônicas e a maioria têm o potencial de formar hélices anfipáticas na água ou quando integradas com a bicamada lipídica da membrana bacteriana. Uma separação clara de dois lóbulos de potencial eletrostático intramolecular positivo e negativo é considerado o fator importante na atividade citotóxica. As dermaseptinas são tipicamente constituídas de 27-34 resíduos de aminoácidos em comprimento e foram os primeiros peptídeos de vertebrados que demonstraram ter efeito letal em fungos filamentosos implicados em severas infecções oportunistas associadas com a síndrome da imunodeficiência e terapias com drogas imunossupressoras.